# Прагматична санкція (1438)
Прагматична санкція в Буржі — едикт французького короля Карла VII, виданий 7 липня 1438 року. Цей едикт обмежив вплив папи римського на церкву Франції.
Папи, особливо Пій II виступали за скасування Прагматичної санкції, але домогтись цього вдалось тільки папі Леву X в результаті підписання Болонського Конкордату 1516 року.